# The McClatchy Company
The McClatchy Company ist ein US-amerikanischer Medienkonzern. McClatchy publiziert Print- und Online-Medien und ist außerdem noch in anderen Geschäftsbereichen im Internet tätig.
Der Unternehmenssitz befindet sich in Sacramento im US-Bundesstaat Kalifornien.
Der Konzern besitzt rund 30 Zeitungen – sowohl Tageszeitungen für US-amerikanische Metropolregionen (wie z. B. The Miami Herald) als auch andere Zeitungen für kleinere amerikanische Kommunen. Außerdem betreibt McClatchy eine Reihe von Websites, neben Online-Zeitungen werden auch andere Webservices wie Werbung, Anzeigen und E-Commerce angeboten. Nach eigenen Angaben ist der Konzern der drittgrößte Anbieter von Tageszeitungen auf dem US-Markt.
„Flaggschiff“ ist The Sacramento Bee, 1857 von James McClatchy gegründet.
2006 übernahm McClatchy das doppelt so große Verlagshaus Knight Ridder und damit auch Anteile an Careerbuilder sowie dutzende Zeitungstitel. Vier davon, die San Jose Mercury News, die Contra Costa Times, den Monterey Herald und die St. Paul Pioneer Press, veräußerte McClatchy umgehend weiter an MediaNews.
Im Februar 2020 beantragte McClatchy Insolvenz nach Chapter 11. 60 % der Schulden sollen getilgt werden, um den Wandel zum Digitalunternehmen zu bewältigen. Neuer Hauptaktionär soll der Hedgefonds Chatham Asset Management LLC werden.